# Historia de la antropometría
La historia de la antropometría incluye el uso como una herramienta temprana de la antropología, el uso para la identificación, el uso con el propósito de comprender la variación física humana en la paleoantropología y en varios intentos de correlacionar los rasgos físicos con los raciales y psicológicos. En varios puntos de la historia, los defensores de la discriminación y la eugenesia han citado cierta antropometría a menudo como parte de novelas o basadas en la pseudociencia. 

## Craneometría y paleoantropología

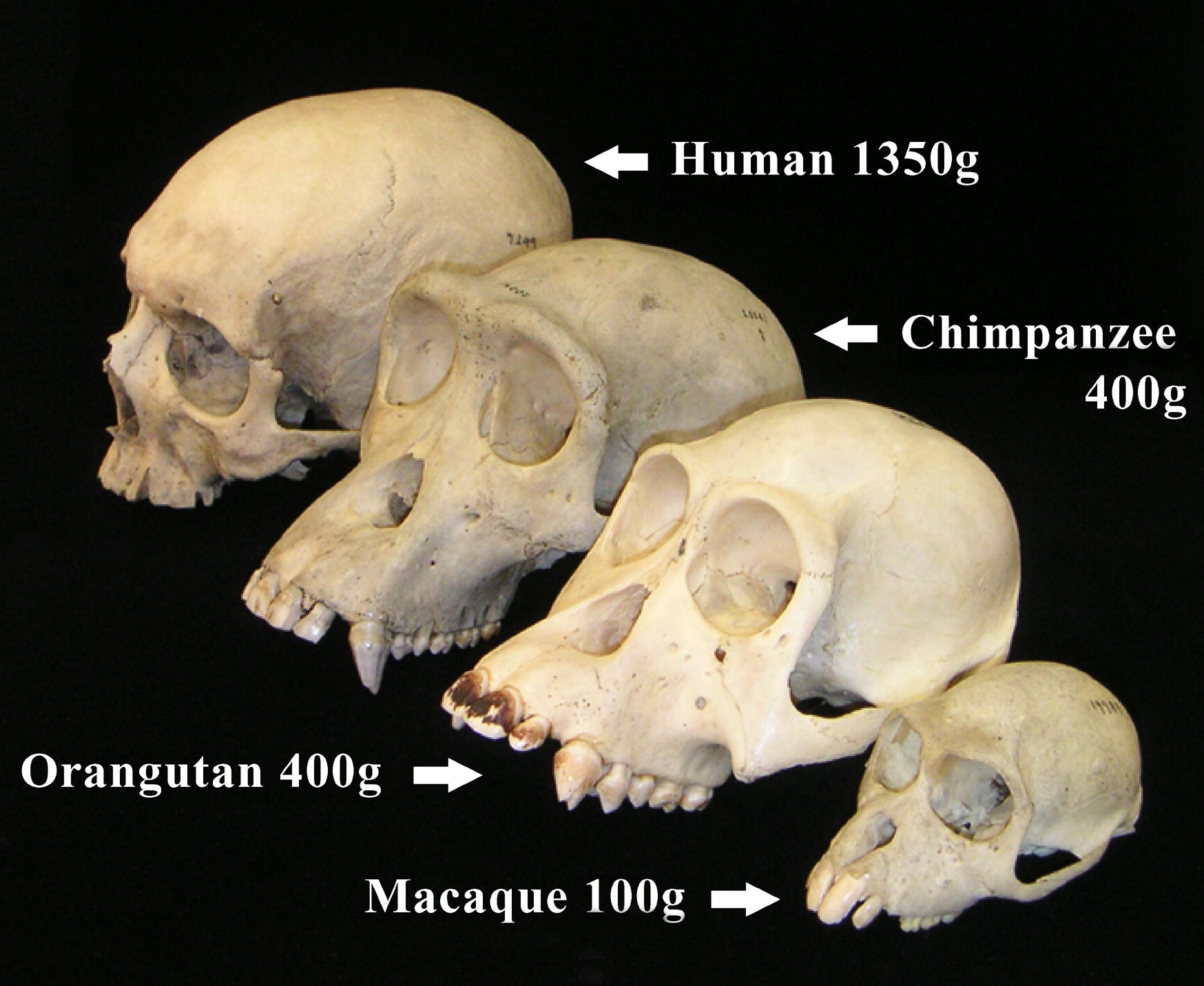
Selección de cráneos de primates.

En 1716, Louis-Jean-Marie Daubenton, quien escribió muchos ensayos sobre anatomía comparada para la Academia Francesa, publicó su Memoria sobre las diferentes posiciones del agujero occipital en el hombre y los animales (Mémoire sur les différences de la situation du grand trou occipital dans l’homme et dans les animaux). Seis años más tarde, Pieter Camper (1722–1789), distinguido como artista y como anatomista, publicó algunas conferencias que sentaron las bases de mucho trabajo. Camper inventó el "ángulo facial", una medida destinada a determinar la inteligencia entre varias especies. Según esta técnica, se formó un "ángulo facial" dibujando dos líneas: una horizontalmente desde la fosa nasal hasta la oreja; y el otro perpendicularmente desde la parte que avanza de la mandíbula superior hasta la parte más prominente de la frente. Las mediciones del ángulo facial de Camper se hicieron primero para comparar los cráneos de los hombres con los de otros animales. Camper afirmó que las estatuas antiguas presentaban un ángulo de 90°, los europeos de 80°, los africanos centrales de 70° y el orangután de 58°. 
El profesor de anatomía sueco Anders Retzius (1796-1860) utilizó por primera vez el índice cefálico en antropología física para clasificar los restos humanos antiguos encontrados en Europa. Clasificó los cráneos en tres categorías principales; "dolicocéfalo" (del griego antiguo kephalê, cabeza y dolikhos, largo y delgado), "braquicéfalo" (corto y ancho) y "mesocefálico" (longitud y anchura intermedias). La investigación científica fue continuada por Étienne Geoffroy Saint-Hilaire (1772-1844) y Paul Broca (1824-1880), fundador de la Sociedad Antropológica en Francia en 1859. Los paleoantropólogos aún confían en la antropometría craneofacial para identificar especies en el estudio de los huesos homínidos fosilizados. Las muestras de Homo erectus y las muestras atléticas de Homo sapiens, por ejemplo, son prácticamente idénticas desde el cuello hacia abajo, pero sus cráneos se pueden distinguir fácilmente. 

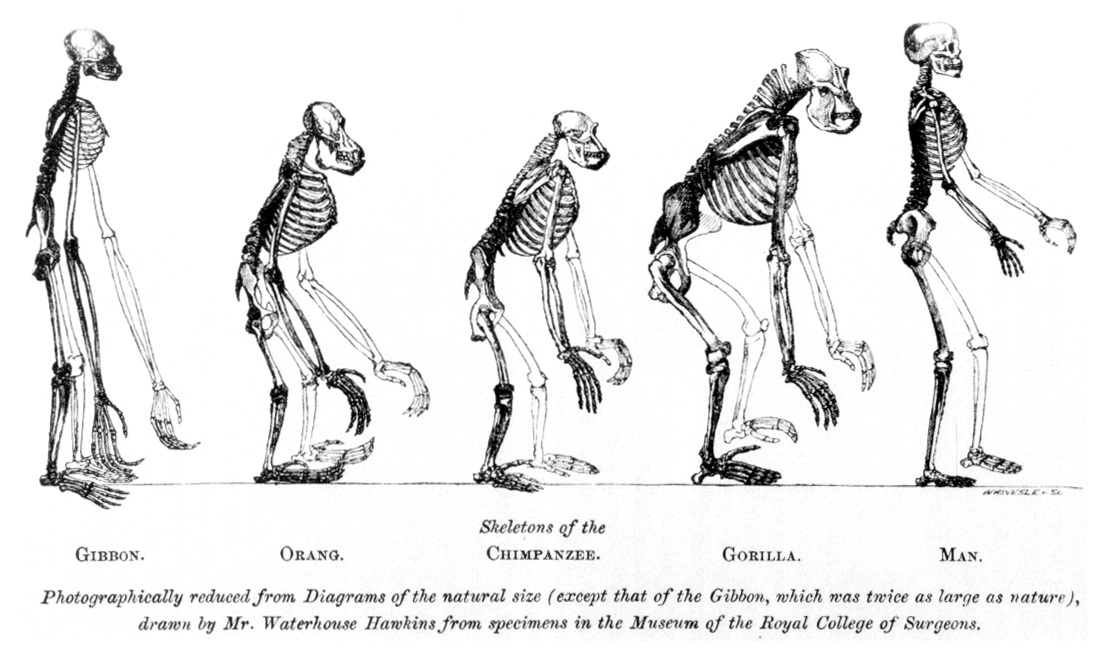
Pithecometra: en el frontispicio de su Evidencia de sobre el lugar del hombre en la naturaleza de 1863, Thomas Huxley comparó esqueletos de simios con humanos.

Samuel George Morton (1799-1851), cuyas dos monografías principales fueron Crania Americana (1839), Una investigación sobre las características distintivas de la raza aborigen de América y Crania Aegyptiaca (1844) concluyeron que los antiguos egipcios no eran negroides sino caucasoides y que los caucásicos y los negros ya eran distintos hace tres mil años. Dado que la Biblia indicaba que el Arca de Noé había aparecido en el Monte Ararat solo mil años antes, los hijos de Noé no podían explicar cada raza en la tierra. Según la teoría del poligenismo de Morton, las razas habían estado separadas desde el principio. Josiah C. Nott y George Gliddon llevaron las ideas de Morton más lejos. Charles Darwin, quien pensó que la hipótesis de origen único esencial para la teoría evolutiva, se opuso a Nott y Gliddon en su 1871 The Descent of Man, argumentando a favor del monogenismo. 
En 1856, trabajadores encontraron en una cantera de piedra caliza el cráneo de un hombre homínido de Neanderthal, pensando que eran los restos de un oso. Le dieron el material al naturalista aficionado Johann Karl Fuhlrott, quien entregó los fósiles al anatomista Hermann Schaaffhausen. El descubrimiento se anunció conjuntamente en 1857, dando lugar a la disciplina de la paleoantropología. Al comparar esqueletos de simios con el hombre, Thomas Henry Huxley (1825-1895) respaldó la teoría de la evolución de Charles Darwin, expresada por primera vez en El origen de las especies (1859). También desarrolló el "principio Pithecometra", que afirmaba que el hombre y el simio descendían de un antepasado común. 
El descubrimiento de Eugène Dubois (1858-1940) en 1891 en Indonesia del "Hombre de Java", el primer espécimen de Homo erectus que se descubrió, demostró la profunda ascendencia de la humanidad fuera de Europa. Ernst Haeckel (1834–1919) se hizo famoso por su " Teoría de la recapitulación", según la cual cada individuo refleja la evolución de toda la especie durante su vida.

## Tipología y personalidad

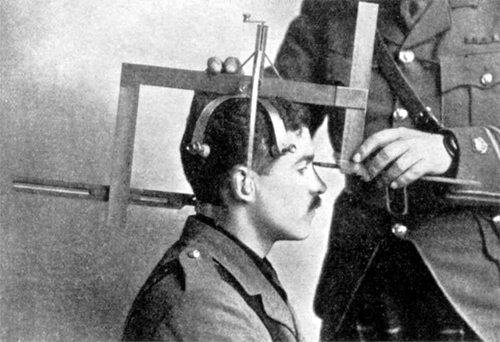
Una herramienta para medir la cabeza diseñada para la investigación antropológica a principios de la década de 1910. Theodor Kocher fue el inventor del craneómetro

Las pruebas de inteligencia se compararon con la antropometría. Samuel George Morton (1799-1851) recolectó cientos de cráneos humanos de todo el mundo y comenzó a tratar de encontrar una manera de clasificarlos de acuerdo con algún criterio lógico. Morton afirmó que podía juzgar la capacidad intelectual por la capacidad craneal. Un cráneo grande significaba un cerebro grande y una alta capacidad intelectual, un cráneo pequeño indicaba un cerebro pequeño y una capacidad intelectual disminuida. Desde entonces, la ciencia moderna ha confirmado que existe una correlación entre el tamaño del cráneo (medido de varias maneras) y la inteligencia medida por las pruebas de coeficiente intelectual, aunque es una correlación débil en aproximadamente 0.2. Hoy, el volumen cerebral medido con escáneres de resonancia magnética también encuentra una correlación entre el tamaño del cerebro y la inteligencia en aproximadamente 0.4.
La craneometría también se usó en frenología, que pretendía determinar el carácter, los rasgos de personalidad y la criminalidad en función de la forma de la cabeza. A principios del siglo XIX, Franz Joseph Gall (1758-1822) desarrolló la "craneoscopia" (kranion griego antiguo - "cráneo", scopos - "visión"), un método para determinar la personalidad y el desarrollo de las facultades mentales y morales en La base de la forma externa del cráneo. Posteriormente, su alumno Johann Spurzheim (1776-1832), que escribió extensamente sobre "Drs.", Le cambió el nombre a la frenología (frenos: mente, logos: estudio). Sistema fisonómico de Gall y Spurzheim". Todos estos reclamaron la capacidad de predecir rasgos o inteligencia y se practicaron intensamente en el siglo XIX y la primera parte del siglo XX. 
Durante la década de 1940, William Herbert Sheldon utilizó la antropometría al evaluar sus somatotipos, según los cuales las características del cuerpo pueden traducirse en características de la mente. Inspirado por la antropología criminal de Cesare Lombroso, también creía que la criminalidad podía predecirse según el tipo de cuerpo. Una división básicamente antropométrica de los tipos de cuerpo en las categorías endomórficas, ectomorfas y mesomórficas derivadas de las teorías somatotípicas de Sheldon es hoy popular entre las personas que realizan entrenamiento con pesas.

## Antropometría forense

### Bertillon, Galton y criminología

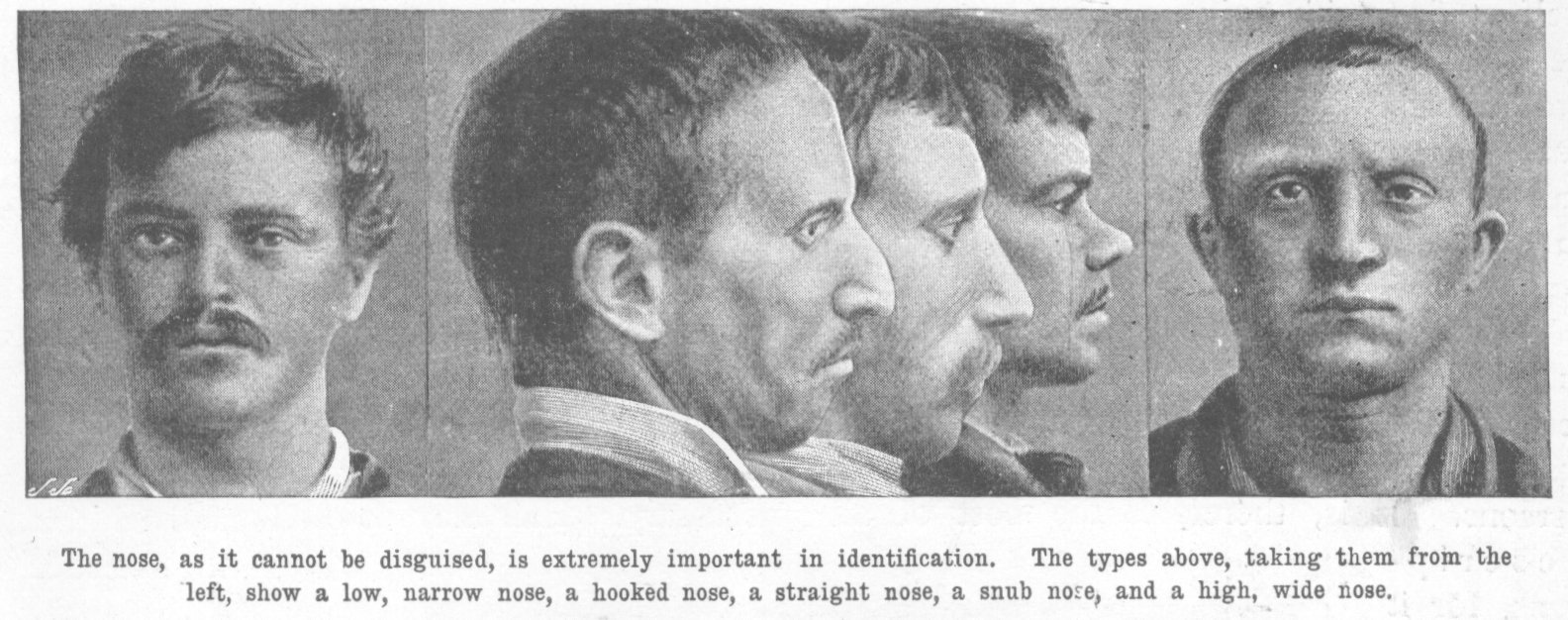
Ilustración de "The Speaking Portrait" (Pearson's Magazine, Vol. XI, enero a junio de 1901) que demuestra los principios de la antropometría de Bertillon.

En 1883, el francés Alphonse Bertillon introdujo un sistema de identificación que lleva su nombre. El sistema "Bertillonage" se basó en el hallazgo de que varias medidas de características físicas, como las dimensiones de las estructuras óseas en el cuerpo, que permanecen bastante constantes a lo largo de la vida adulta. Bertillon concluyó que cuando estas mediciones se hicieran y registraran sistemáticamente, cada individuo sería distinguible. El objetivo de Bertillon era una forma de identificar a los reincidentes ("reincidentes"). Anteriormente, la policía solo podía registrar descripciones generales. La fotografía de delincuentes se había convertido en un lugar común, pero no había una manera fácil de clasificar los miles de fotografías, excepto por su nombre. La esperanza de Bertillon era que, mediante el uso de mediciones, se pudiera ingresar un conjunto de números de identificación en un sistema de archivo instalado en un único gabinete. 

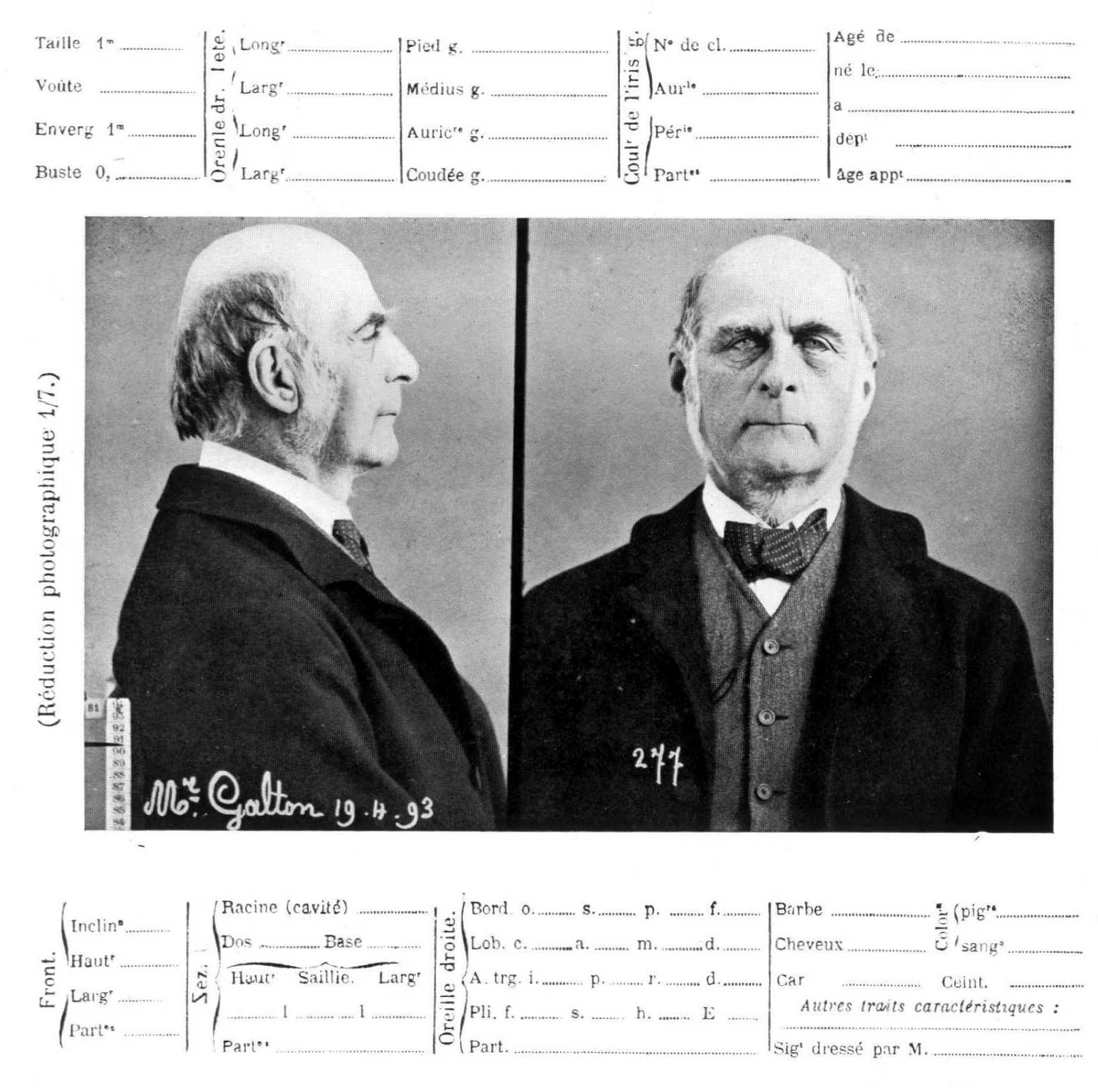
Un registro de Bertillon para Francis Galton, de una visita al laboratorio de Bertillon en 1893.

El sistema involucró 10 mediciones; altura, estiramiento (distancia del hombro izquierdo al dedo medio del brazo derecho levantado), busto ( torso de la cabeza al asiento cuando está sentado), largo de la cabeza (corona a la frente) y ancho de la cabeza de la sien a la sien) ancho de las mejillas y "longitudes" de la oreja derecha, el pie izquierdo, el dedo medio y el codo (codo a la punta del dedo medio). Fue posible, por agotamiento, clasificar las tarjetas en las que se registraron estos detalles (junto con una fotografía) hasta que un pequeño número produjo las medidas del individuo buscado, independientemente del nombre. 

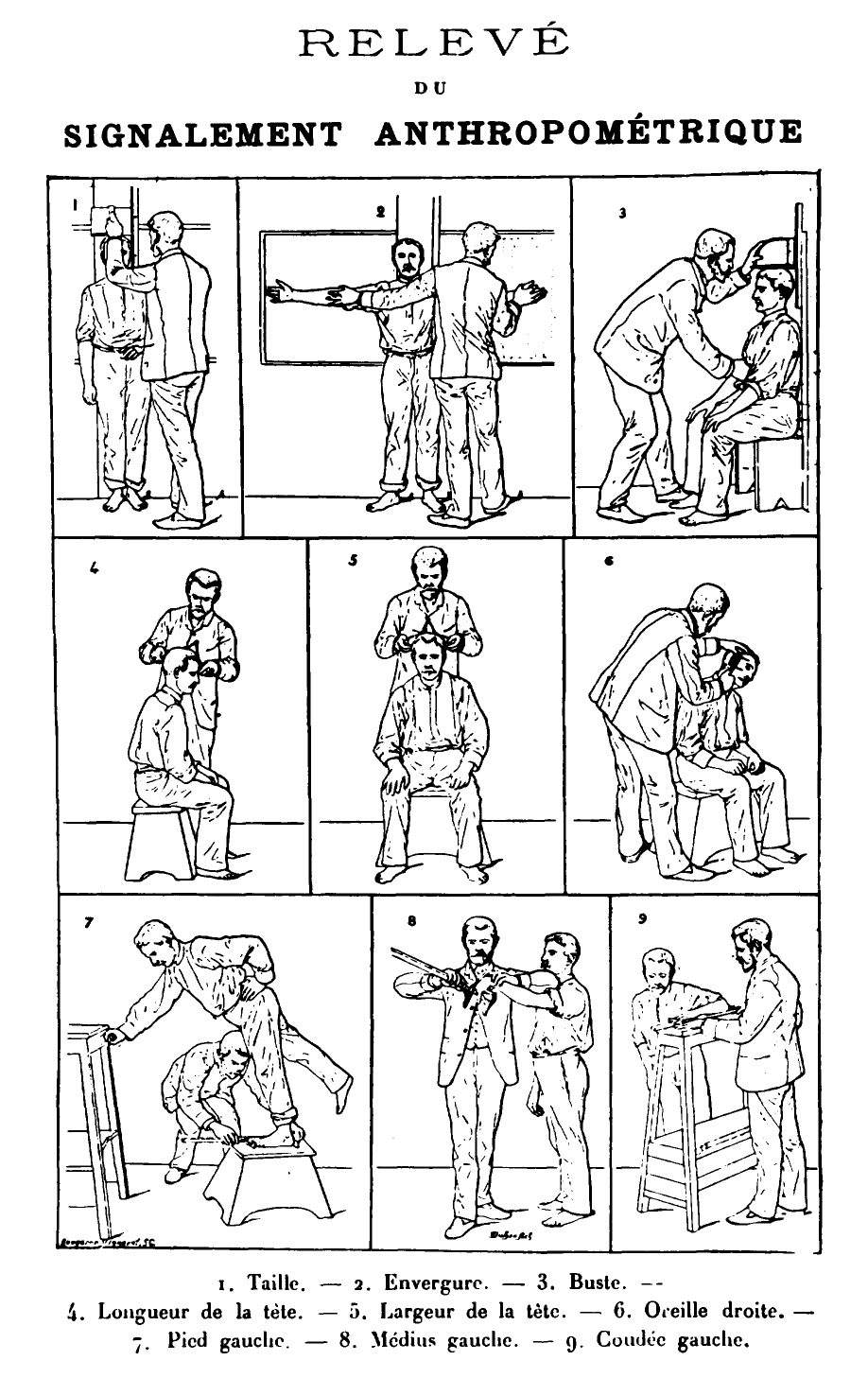
Una tabla de la Identificación antropométrica de Bertillon (1893), que muestra cómo tomar medidas para su sistema de identificación.

El sistema pronto se adaptó a los métodos policiales: impidió la suplantación y pudo demostrar irregularidades.
Bertillonage estuvo pronto representado en París por una colección de unas 100.000 tarjetas y se hizo popular en los sistemas de justicia de otros países. Inglaterra hizo lo mismo cuando en 1894, un comité enviado a París para investigar los métodos y sus resultados informó favorablemente sobre el uso de mediciones para la clasificación primaria y recomendó también la adopción parcial del sistema de huellas dactilares sugerido por Francis Galton, entonces en uso en Bengala, donde las mediciones fueron abandonadas en 1897 después de que se adoptó el sistema de huellas digitales en toda la India británica. Tres años después, Inglaterra hizo lo mismo y, como resultado de una nueva investigación ordenada por el Ministerio del Interior, se basó únicamente en las huellas dactilares.
Bertillonage exhibió ciertos defectos y fue suplantado gradualmente por el sistema de huellas dactilares y, finalmente, la genética . Bertillon originalmente midió variables que él pensaba que eran independientes, como la longitud del antebrazo y la longitud de la pierna, pero Galton se dio cuenta de que ambas eran el resultado de una sola variable causal (en este caso, estatura) y desarrolló el concepto estadístico de correlación. 
Otras complicaciones fueron: era difícil saber si las personas arrestadas eran delincuentes por primera vez; los instrumentos empleados eran costosos y susceptibles de romperse; se necesitaban medidores expertos; los errores fueron frecuentes y casi irremediables; y fue necesario repetir las mediciones tres veces para llegar a un resultado medio.

### Fisonomía
La fisonomía afirmó una correlación entre las características físicas (especialmente las faciales) y los rasgos de carácter. Se hizo famoso por Cesare Lombroso (1835-1909), el fundador de la criminología antropológica, quien afirmó ser capaz de identificar científicamente los vínculos entre la naturaleza de un crimen y la personalidad o apariencia física del delincuente. El autor del concepto de un " criminal nacido " y argumentando a favor del determinismo biológico, Lombroso trató de reconocer a los delincuentes mediante mediciones de sus cuerpos. Llegó a la conclusión de que las características del cráneo y faciales eran pistas de la criminalidad genética y que estas características podían medirse con craneómetros y calibradores con los resultados desarrollados en la investigación cuantitativa. Algunos de los 14 rasgos identificados de un criminal incluyeron mandíbulas grandes, proyección hacia adelante de la mandíbula, frente inclinada baja; pómulos altos, nariz aplanada o hacia arriba; orejas en forma de mango; narices con forma de halcón o labios carnosos; ojos duros y temblorosos; escasa barba o calvicie; insensibilidad al dolor; brazos largos, y así sucesivamente. 

## Filogeografía, raza y origen humano

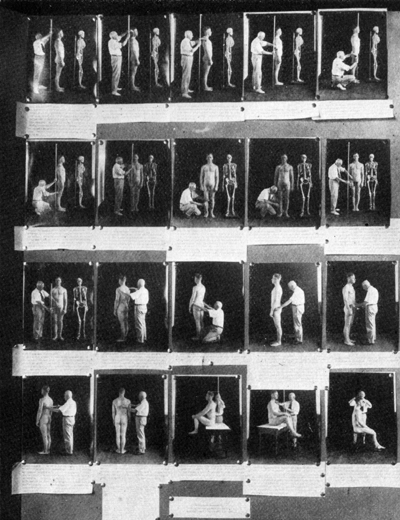
Antropometría demostrada en una exposición de una conferencia de eugenesia de 1921.

La filogeografía es la ciencia de identificar y rastrear las principales migraciones humanas, especialmente en tiempos prehistóricos. La lingüística puede seguir el movimiento de los idiomas y la arqueología puede seguir el movimiento de los estilos de artefactos, pero ninguno puede decir si la difusión de una cultura se debió a la migración física de una población de origen o al hecho de que una población de destino simplemente copiara la tecnología y aprendiera el idioma. La antropometría fue utilizada ampliamente por los antropólogos que estudiaban los orígenes humanos y raciales: algunos intentaron la diferenciación y clasificación racial, a menudo buscando formas en que ciertas razas fueran inferiores a otras. Nott tradujo un ensayo de Arthur de Gobineau sobre la desigualdad de las razas humanas (1853-1855), una obra fundadora del segregacionismo racial que hizo tres divisiones principales entre las razas, basadas no en color sino en condiciones climáticas y ubicación geográfica, y privilegiadas la raza "aria". La ciencia ha probado muchas teorías alineación de la raza y de la personalidad, que han estado en curso desde Boulainvilliers (1658-1722) contrastó la Français (los franceses), supuestos descendientes de los países nórdicos francos, y miembros de la aristocracia, al tercer estado, que se considera Pueblos indígenas galo-romanos subordinados por derecho de conquista. 
François Bernier, Carl Linnaeus y Blumenbach habían examinado múltiples características humanas observables en busca de una tipología. Bernier basó su clasificación racial en el tipo físico que incluía la forma del cabello, la nariz y el color de la piel. Linneo basó un esquema de clasificación racial similar. A medida que los antropólogos obtuvieron acceso a métodos de medición del cráneo, desarrollaron una clasificación racial basada en la forma del cráneo. 
Las teorías del racismo científico se hicieron populares, una figura prominente fue Georges Vacher de Lapouge (1854–1936), quien en L'Aryen et son rôle social (1899 - "El ario y su papel social") dividió a la humanidad en varios, jerarquizados, diferentes "razas", que abarca desde la " raza blanca aria, dolicocefálica" a la raza "braquicefálica" (de cabeza baja y ancha). Entre estos, Vacher de Lapouge identificó el " Homo europaeus (teutónico, protestante, etc.), el "Homo alpinus"(Auvergnat, turco, etc.) y el "Homo mediterraneus" ( Napolitano, Andalus, etc. ) "Homo africanus" (Congo, Florida) fue excluido de la discusión. Su clasificación racial ("teutónica", "alpina" y "mediterránea") también fue utilizada por William Z. Ripley (1867–1941) quien, en Las razas de Europa (1899), hizo un mapa de Europa según el índice cefálico de sus habitantes. 
Vacher de Lapouge se convirtió en una de las principales fuentes de inspiración de los antisemitismo nazi y la ideología nazi. La Alemania nazi se basó en mediciones antropométricas para distinguir a los arios de los judíos y se utilizaron muchas formas de antropometría para la defensa de la eugenesia. Sin embargo, durante las décadas de 1920 y 1930, los miembros de la escuela de antropología cultural de Franz Boas comenzaron a utilizar enfoques antropométricos para desacreditar el concepto de raza biológica fija. Boas utilizó el índice cefálico para mostrar la influencia de los factores ambientales. Las investigaciones sobre cráneos y esqueletos finalmente ayudaron a liberar a la ciencia europea del siglo XIX de su sesgo etnocéntrico. Esta escuela de antropología física generalmente entró en decadencia durante la década de 1940. 

### Raza y tamaño del cerebro
Varios estudios han demostrado correlaciones entre la raza y el tamaño del cerebro, con resultados variables. En algunos estudios, se informó que los caucásicos tenían cerebros más grandes que otros grupos raciales, mientras que en estudios recientes y reanálisis de estudios anteriores, se informó que los asiáticos orientales tenían cerebros y cráneos más grandes. Más común entre los estudios fue el informe de que los africanos tenían cráneos más pequeños que los caucásicos o los asiáticos orientales. Se han planteado críticas contra varios de estos estudios con respecto a métodos cuestionables. 

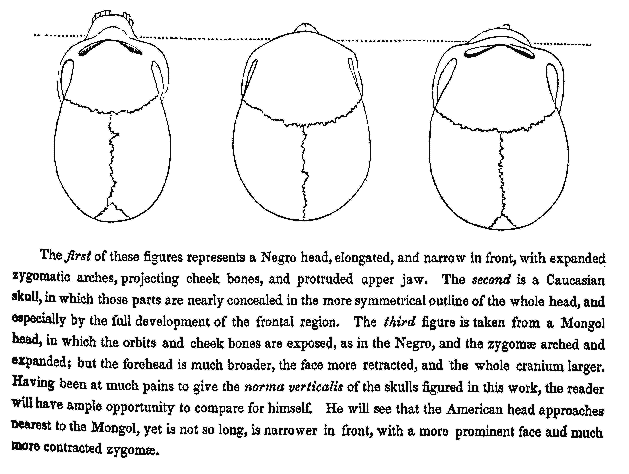
Un dibujo de 1839 de Samuel George Morton de "una cabeza negra ... una calavera caucásica ... una cabeza mongola".

En Crania Americana, Morton afirmó que los caucásicos tenían los cerebros más grandes, con un promedio de 87 pulgadas cúbicas, los indios estaban en el medio con un promedio de 82 pulgadas cúbicas y los negros tenían los cerebros más pequeños con un promedio de 78 pulgadas cúbicas. En 1873, Paul Broca (1824-1880) encontró el mismo patrón descrito por Crania Americana de Samuel Morton al pesar los cerebros en la autopsia . Otros estudios históricos que alegan una diferencia entre blanco y negro en el tamaño del cerebro incluyen Bean (1906), Mall, (1909), Pearl, (1934) y Vint (1934). Pero en Alemania, el estudio de Rudolf Virchow lo llevó a denunciar el " misticismo nórdico " en el Congreso de Antropología de 1885 en Karlsruhe . Josef Kollmann, un colaborador de Virchow, declaró en el mismo congreso que los ciudadanos de Europa, ya sean alemanes, italianos, ingleses o franceses, pertenecían a una "mezcla de varias razas", declarando además que los "resultados de la craneología" llevaron a "lucha contra cualquier teoría sobre la superioridad de esta o aquella raza europea".  Virchow luego rechazó la medida de los cráneos como un medio legítimo de taxonomía . Paul Kretschmer citó una discusión de 1892 con él sobre estas críticas, citando también el trabajo de Aurel von Törok en 1895, quien básicamente proclamó el fracaso de la craneometría.  
Stephen Jay Gould (1941–2002) afirmó que Samuel Morton había falsificado datos y "sobreempacado" los cráneos. Un estudio posterior realizado por John Michael concluyó que "[c] es contrario a la interpretación de Gould. . . La investigación de Morton se realizó con integridad ". En 2011, los antropólogos físicos de la Universidad de, propietaria de la colección de Morton, publicaron un estudio que concluyó que "Morton no manipuló sus datos para respaldar sus ideas preconcebidas, contra Gould". Identificaron y volvieron a medir la mitad de los cráneos utilizados en los informes de Morton, y encontraron que en solo el 2% de los casos las mediciones de Morton diferían significativamente de las suyas y que estos errores eran aleatorios o daban un volumen mayor que el exacto a los cráneos africanos, lo contrario del prejuicio que el Dr. Gould imputó a Morton. Sin embargo, la diferencia en el tamaño del cerebro no implica necesariamente diferencias en la inteligencia: las mujeres tienden a tener cerebros más pequeños que los hombres, pero tienen más complejidad y carga neural en ciertas áreas del cerebro. Este reclamo ha sido criticado por, entre otros, John S. Michael, quien informó en 1988 que el análisis de Morton fue "realizado con integridad", mientras que la crítica de Gould fue "equivocada".
Afirmaciones similares fueron hechas previamente por Ho et al. (1980), que midió 1.261 cerebros en la autopsia, y Beals et al. (1984), que midió aproximadamente 20,000 cráneos, encontrando el mismo patrón del este asiático → europeo → africano pero advirtiendo contra el uso de los hallazgos como indicativos de rasgos raciales, "Si uno simplemente enumera dichos medios por región geográfica o raza, causas de similitud por genogrupo y ecotipo están irremediablemente confundidos ". Los hallazgos de Rushton han sido criticados por confundir a los afroamericanos con los africanos ecuatoriales, que generalmente tienen cráneos más pequeños, ya que las personas de climas cálidos a menudo tienen cráneos ligeramente más pequeños. También comparó a los africanos ecuatoriales de las zonas más pobres y menos educadas de África con los asiáticos de las zonas más ricas, más educadas y los climas más fríos.  Según el propio estudio de ZZ Cernovsky Rushton muestra que la capacidad craneal promedio de los negros norteamericanos es similar a la de los caucásicos de zonas climáticas comparables,  aunque un trabajo previo de Rushton mostró diferencias apreciables en la capacidad craneal entre los norteamericanos de raza diferente Esto es consistente con los hallazgos de ZZ Cernovsky de que las personas de diferentes climas tienden a tener diferencias menores en el tamaño del cerebro.

### Descripción de raza, identidad y cráneo-facial

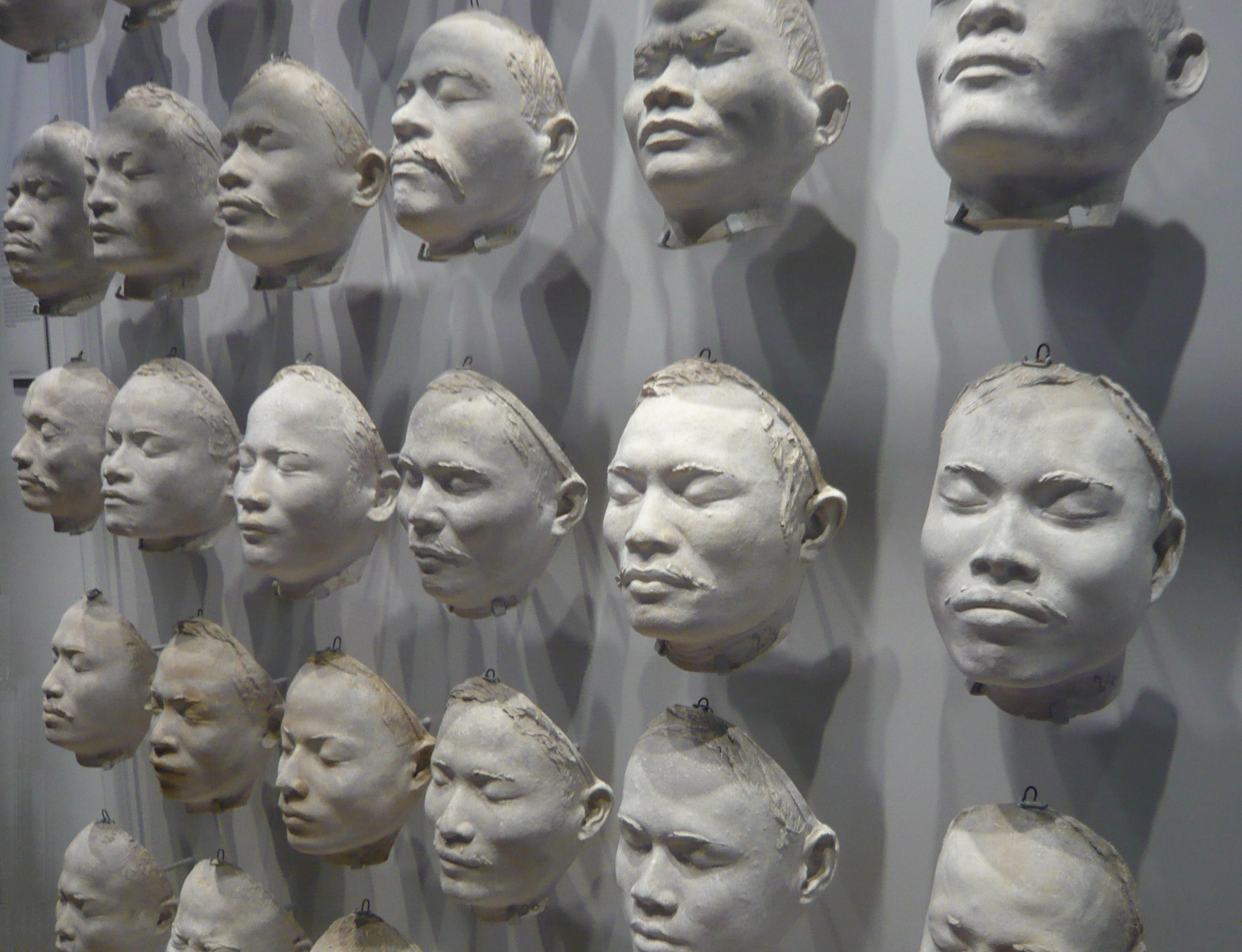
Moldes de yeso de los isleños de Nias recogidos por JP Kleiweg de Zwaan, alrededor de 1910

Las diferencias craneofaciales observables incluyeron: forma de la cabeza (mesocefálica, braquicefálica, dolicocefálica), anchura de la abertura nasal, altura de la raíz nasal, apariencia de la cresta sagital, grosor de la mandíbula, tamaño de la cresta de la frente y pendiente de la frente. Usando esta categorización basada en el cráneo, el filósofo alemán Christoph Meiners en su The Outline of History of Mankind (1785) identificó tres grupos raciales: 
- Caucasoide caracterizado por un cráneo dolicocefálico alto, cigomas retraídos, cresta de ceja grande y aberturas nasales estrechas y proyectadas.
- Negroide caracterizado por un cráneo dolicocefálico corto, cigomas retraídos y aberturas nasales anchas.
- Mongoloide caracterizado por un cráneo braquicéfalo medio, que proyecta cigomas, cresta pequeña de la ceja y pequeñas aberturas nasales.

Las razas de Europa de Ripley fue reescrita en 1939 por el antropólogo físico de Harvard Carleton S. Coon . Carleton S. Coon, un antropometrista craneofacial del siglo XX, utilizó la técnica para su El origen de las razas (Nueva York: Knopf, 1962). Debido a las inconsistencias en el antiguo sistema de tres partes (caucasoide, mongoloide, negroide), Coon adoptó un esquema de cinco partes. Definió "Caucasoide" como un patrón de medidas del cráneo y otras características fenotípicas típicas de las poblaciones en Europa, Asia Central, Asia del Sur, Asia Occidental, África del Norte y el Nordeste de África ( Etiopía y Somalia ). Descartó el término "negroide" como engañoso ya que implica tono de piel, que se encuentra en latitudes bajas en todo el mundo y es un producto de adaptación, y definió cráneos típicos del África subsahariana como "Congoide" y los del sur de África. como "Capoid". Finalmente, separó "Australoid" de "Mongoloid" en una línea más o menos similar a la distinción moderna entre sinodontes en el norte y sundadonts en el sur. Argumentó que estas razas se habían desarrollado independientemente unas de otras en el último medio millón de años, convirtiéndose en Homo Sapiens en diferentes períodos de tiempo, lo que resultó en diferentes niveles de civilización. Esto generó una gran controversia y llevó a la Asociación Americana de Antropología a rechazar su enfoque sin mencionarlo por su nombre.
En The Races of Europe (1939) Coon clasificó a los caucasoides en subgrupos raciales con nombres de regiones o sitios arqueológicos como Brünn, Borreby, Alpine, Ladogan, East Baltic, Neo-Danubian, Lappish, Mediterranean, Atlanto-Mediterranean, Irano-Afghan, Nórdico, Hallstatt, Keltic, Tronder, Dinaric, Noric y Armenoid. Sin embargo, esta visión tipológica de la raza comenzaba a verse desactualizada en el momento de la publicación. Coon finalmente renunció a la Asociación Estadounidense de Antropólogos Físicos, mientras que algunos de sus otros trabajos fueron descartados porque no estaría de acuerdo con la evidencia presentada por Franz Boas, Stephen Jay Gould, Richard Lewontin, Leonard Lieberman y otros.  
Aunque la categorización de la raza craneofacial basada en los índices del cráneo no es ambigua, razas clasificadas usando métodos alternativos producen diferentes grupos, haciéndolos no concordantes. El método tampoco determinará con precisión los orígenes geográficos, debido a la variación en los cráneos dentro de una región geográfica. Estados Unidos tiene ancestros grupales de ubicaciones geográficamente distantes, que generalmente han permanecido endógamas. A medida que más emigran y los estadounidenses se mezclan más racialmente, dicha identificación craneofacial es de menor utilidad. Aproximadamente un tercio de los estadounidenses "blancos" tienen marcadores de ADN africanos detectables, y aproximadamente el cinco por ciento de los estadounidenses "negros" no tienen rasgos "negroides" detectables, craneofaciales o genéticos. Dado que tres estadounidenses se autoidentifican y son socialmente aceptados como blancos, negros e hispanos, y dado que tienen exactamente la misma mezcla de ascendencia afroeuropea (un abuelo "mulato"), no existe una prueba objetiva que identifique a sus Estados Unidos. membresía del grupo endogámico sin una entrevista. Si bien este método produce resultados útiles para la población de los Estados Unidos, es probable que no sea confiable para las poblaciones de otros países o períodos históricos. 

## En la cultura popular
- El sistema de Bertillon fue utilizado por los detectives en la novela The Alienist de Caleb Carr.

## Otras lecturas
- Encuesta antropométrica del personal del ejército: métodos y estadísticas resumidas 1988
- ISO 7250: Medidas básicas del cuerpo humano para el diseño tecnológico, Organización Internacional de Normalización, 1998.
- ISO 8559: Construcción de prendas de vestir y estudios antropométricos. Dimensiones del cuerpo, Organización Internacional de Normalización, 1989.
- ISO 15535: Requisitos generales para establecer bases de datos antropométricas, Organización Internacional de Normalización, 2000.
- ISO 15537: Principios para seleccionar y utilizar personas de prueba para probar aspectos antropométricos de productos y diseños industriales, Organización Internacional de Normalización, 2003.
- ISO 20685: metodologías de escaneo 3D para bases de datos antropométricas compatibles internacionalmente, Organización Internacional de Normalización, 2005.
- Encuesta nacional de examen de salud y nutrición . Manual de procedimientos de antropometría . CDC: Atlanta, Estados Unidos; 2007
- Komlos, John (2010). Anthropometric History: an Overview of a Quarter Century of Research. Archivado desde el original el 5 de marzo de 2016. Consultado el 2 de diciembre de 2020.
- Folia Anthropologica: tudományos és módszertani folyóirat. 9: 5–17. ISSN 1786-5654
- Pheasant, Stephen (1986). Bodyspace: anthropometry, ergonomics, and design. London; Philadelphia: Taylor & Francis. ISBN 978-0-85066-352-5.  Pheasant, Stephen (1986). Bodyspace: anthropometry, ergonomics, and design. London; Philadelphia: Taylor & Francis. ISBN 978-0-85066-352-5.  Pheasant, Stephen (1986). Bodyspace: anthropometry, ergonomics, and design. London; Philadelphia: Taylor & Francis. ISBN 978-0-85066-352-5.  (Una revisión clásica del tamaño del cuerpo humano).
- Stewart A. "Cineantropometría y composición corporal: un hogar natural para el escaneo fotónico tridimensional". Journal of Sports Sciences, marzo de 2010; 28 (5): 455–457.

- Datos: Q20310842